# Cité de la santé
La Cité de la santé est un espace de conseils et de ressources au service de tous les publics – groupes scolaires, jeunes, adultes, malades, proches de malades ou professionnels – à la recherche d’information dans le domaine de la santé, situé dans la bibliothèque de la Cité des sciences et de l'industrie, à Paris. Elle s’inscrit dans la politique de démocratie sanitaire et de mouvement des malades. Sa création en 2001 par Olivier Las Vergnas, Tù-Tâm Nguyên, et Tim Greacen s'inspire en particulier de l'expérience acquise avec la Cité des métiers en matière de lieu de réponse aux préoccupations concrètes des usagers. 
Ayant pour mission d’accompagner le public dans ses recherches, elle met à sa disposition différents outils : des entretiens sans rendez-vous avec des conseillers en santé, une documentation imprimée, multimédia et numérique en libre service ainsi que des expositions et des journées d’animations thématiques. Elle s’appuie pour cela, sur des partenaires comme : Vie Libre, le CRIPS, AIDES, La Ligue nationale contre le cancer ou encore l’Ordre national des médecins.
Elle a accueilli plusieurs événements de référence en matière de prise en compte des usagers de la santé, comme le premier colloque sur la participation des usagers dans les établissements de santé en 2009, Les Rencontres vidéo en santé mentale depuis 2002 ou encore le projet européen Al.Tr.A de « pratiques innovantes de formation pour les soins aux personnes âgées fragiles », et de nombreuses expositions artistiques comme Utermolhen en 2007, « Nib'art » en 2008, ou encore « Un mont blanc pour y croire » en 2011. 